# Сольер (река)
Солье́р (фр. Solières) — река в Валлонском регионе Бельгии, протекает по территории провинций Намюр и Льеж. Правый приток реки Маас. Относится к подбассейну Нижний Маас (фр. Sous-bassin de la Meuse aval) бассейна реки Маас.
Длина реки составляет 6,3 км, площадь бассейна — 12 км².
Начало берёт на окраине леса восточнее населённого пункта Сен-Мор на высоте, примерно, 260 метров над уровнем моря. От истока течет на северо-восток по границе коммун Оэ и Анденн провинции Намюр, потом по границе коммуны Оэ с коммуной Юи провинции Льеж до старого цистерцианского аббатства, где сворачивает на север и пересекает одноименный населённый пункт, далее протекает по охраняемой природной территории Natura 2000 «Долина реки Маас в Юи и долина реки Сольер» (фр. Vallée de la Meuse à Huy et vallon de la Solières), преобладающим направлением течения на этом отрезке является северо-восток, север. Впадает в Маас по правой стороне на высоте 70 метров над уровнем моря, напротив населённого пункта Баз-Оа коммуны Ванз.
Согласно исследованию биологического состояния рек Валлонии, проведенному в 2012 году Льежским университетом, в нижнем течении реки Сольер обитает только речной подвид Кумжи (лат. Salmo trutta fario). По данным этого же исследования, содержание кислорода в воде составляет 10,3 мг/л, а электропроводность воды равняется 715 μs/см.